# 乌克兰共产党（革新）
乌克兰共产党（革新）（羅馬化：Komunistyčna Partija Ukraïny (onovlena)）是乌克兰的一个已不存在的共产主义政党。该党成立于2000年11月，分裂自乌克兰共产党。2015年9月30日，该党被乌克兰当局取缔。